# 멘 앳 워크
멘 앳 워크(Men at Work)는 오스트레일리아의 록 밴드이다.

## 디스코그래피
- Business as Usual (1981)
- Cargo (1983)
- Two Hearts (1985)